# Slaget om Mogadishu
Slaget om Mogadishu (även känt som slaget vid Röda havet eller för somalier Rangers-dagen (somaliska: Ma-alinti Rangers)) var ett slag som utkämpades 3 till 4 oktober 1993 i Mogadishu, Somalia, mellan amerikanska soldater, med stöd från United Nations Operation in Somalia II (UNOSOM II), och somalisk milis, lojal till den ännu inte tillträdde presidenten Mohamed Farrah Aidid. Slaget kallas även det första slaget om Mogadishu för att skilja det från det senare andra slaget om Mogadishu som utkämpades under 2006.
Task Force Ranger utförde en operation där de färdades från sin bas utanför staden för att tillfångata ledare av Aidids milis. Attackstyrkan bestod av Delta Force, US Rangers, luftelement från 160th Special Operations Aviation Regiment och medlemmar från Air Force Pararescue/Air Force Combat Controllers. Styrkan bestod totalt av 19 flygplan och helikoptrar, 12 landfordon och 160 soldater. Under operationen sköts två UH-60 Black Hawk-helikoptrar ned av RPG-7-gevär, samt tre andra skadades. Några soldater lyckades evakuera skadade tillbaka till basen medan andra omringades vid haveriplatserna. En stadsstrid tog vid och fortsatte hela natten. Tidigt på morgonen nästa dag skickades en gemensam styrka för att hjälpa de omringade soldaterna. Den bestod av soldater från Pakistan och Malaysia, samt amerikanska soldater från 10th Mountain Division. De fick ihop 100 fordon, inklusive pakistanska stridsvagnar (amerikansktillverkade M48:or) och malaysiska Condor-bandvagnar, och understöddes av amerikanska Hughes H-6- och UH-60-helikoptrar. Styrkan tog sig fram till den första haveriplatsen och ledde ut trupperna. Den andra haveriplatsen stormades av somalisk milis och piloten Michael Durant, den ende amerikanske överlevande, togs tillfånga men frigavs senare.
Antalet somaliska offer är okänt men amerikanska bedömningar gör gällande att mellan 1 000 och 1 500 somaliska milismän och civila förlorade sina liv i slaget, samt 3 000-4 000 skadade. Röda korsets internationella kommitté uppskattade dock att 200 somaliska civila dödades och flera hundra skadades. Mark Bowden uppskattar i sin bok Black Hawk Down: A Story of Modern War att över 700 somaliska milismän dog och fler än 1 000 skadades, medan SNA bekräftade i amerikansk dokumentär att 133 milismän dödades under hela slaget. 18 amerikanska soldater dog och 73 skadades (ytterligare en amerikansk soldat, Delta Force-sergeanten Matt Rierson dödades i en granatattack två dagar senare). Bland FN-styrkorna dog en malaysisk soldat och sju skadades, samt två pakistanier.[källa behövs]

## Bakgrund
I januari 1991 avsattes den somaliska presidenten Mohammad Siyad Barre av United Somali Congress – en koalition av klaner som var motståndare till Barre. Efter kuppen delades koalitionen i två grupperingar. Den ena leddes av Ali Mahdi Muhammad, som blev president, och den andra av Mohammed Farah Aidid. Totalt fanns det fyra grupperingar vars engelska översättningar är: United Somali Congress (USC), Somali Salvation Democratic Front (SSDF), Somali Patriotic Movement (SPM) och Somali Democratic Movement (SDM), som alla fortsatte strida om herravälde över Somalia. I juni 1991 kom parterna överens om en vapenvila som de dock inte lyckades hålla. En femte gruppering, Somali National Movement (SNM), hade redan utropat den nordvästra delen av Somalia som självständig i juni. SNM döpte området Republiken Somaliland och tillsatte Abdel-Rahman Ahmed Ali som president.
I september 1991 utbröt hårda strider i Mogadishu. Striderna fortsatte under de följande månaderna och spreds över landet – över 20 000 människor hade dödats eller skadats vid slutet av året. Krigen medförde att Somalias jordbruk totalförstördes vilket ledde till hungersnöd i större delen av landet. Internationella krafter skickade matleveranser för att stoppa hungersnöden men stora delar av leveranserna togs om hand av lokala klanledare som bytte dem mot vapen med andra länder. Uppskattningsvis stals 80 % av matleveranserna. Ännu fler svalt och upp emot 300 000 dog och ytterligare 1,5 miljoner människor led mellan 1991 och 1992. Efter en vapenvila mellan olika klanfraktioner i juli 1992 skickade FN 50 militära observatörer för att övervaka utdelandet av matleveranserna.
Operation Provide Relief påbörjades i augusti 1992 när Bush-administrationen meddelade att amerikanska militärtransporter skulle understödja det multinationella biståndet från FN i Somalia. 10 stycken C-130:or och 400 personer grupperades i Mombasa, Kenya, under operationen och fördelade förnödenheter med flyg till annars otillgängliga områden i Somalia, vilket minskade antalet lastbilskonvojer. USAFE:s enda medverkande del av 86th Supply Squadron grupperades med markgrupperingarna. Under sex månaders tid levererade flygvapnets C-130:or 48 000 ton mat och mediciner till internationella humanitära organisationer som försökte hjälpa de över tre miljoner svältande människorna i landet. När detta visade sig vara otillräckligt för att stoppa massdöden bland folket och flyktingar (500 000 döda och 1,5 miljoner flyktingar) påbörjade USA i december 1992 en större koalitionsoperation för att bistå och skydda humanitära aktiviteter. USA fick befälet över operationen, som fick namnet Operation Restore Hope, enligt Resolution 794 (1992).

## Ändrat uppdragsmål
En viktig händelse i operationen var när Clinton-administrationen ändrade uppdraget från att leverera mat till att bygga upp nationen.
Den 3 mars 1993 skickade FN:s generalsekreterare sina rekommendationer till FN:s säkerhetsråd angående genomförandet av övergången från Unified Task Force (UNITAF) till United Nations Operation in Somalia II (UNOSOM II). Han indikerade att sedan godkännandet av Resolution 794 (1992) i december 1992 hade närvaron och operationerna av UNITAF haft ett positivt genomslag på säkerhetssituationen i Somalia och på den effektiva leveransen av humanitär assistans (UNITAF grupperade ca 37 000 personal i över 40 % av södra och centrala Somalia). Dock fanns det fortfarande ingen verksam regering, polis eller nationell armé, vilket resulterade i en överhängande säkerhetsrisk för FN:s personal. Efter detta godkände FN:s säkerhetsråd UNOSOM II att etablera en säker miljö i hela Somalia för att uppnå nationell försoning och skapa en demokratisk stat.
Vid konferensen Conference on National Reconciliation in Somalia i Addis Ababa 15 mars 1993, kom alla 15 somaliska partier överens om villkoren för återställandet av fred och demokrati. I maj blev det uppenbart att general Mohammed Farrah Aidids fraktion inte skulle samarbeta enligt det överenskomna avtalet.
UNOSOM II:s försök till avrustning ledde till våldsamheter. Den 5 juni 1993 dödades 24 pakistanska FN-soldater i hårda strider i en Aidid-kontrollerad del av Mogadishu. Det rapporterades om att FN-soldaternas kroppar hade blivit lemlästade – vissa flåddes. Hoppet om en fredlig lösning på konflikten försvann kvickt. Dagen därpå godkände FN:s säkerhetsråd Resolution 837 som fordrade att de ansvariga för bakhållet skulle arresteras och ställas inför rätta.

## Attacken på den riskfria zonen
Den 12 juli 1993 inleddes en amerikanskledd operation i tron att målet var en riskfri zon i Mogadishu där medlemmar av Aidids Habar Gedir-klan antogs planera fler våldsamma aktioner mot USA:s och FN:s styrkor. I verkligheten hade icke-stridförande äldre ledare samlats i huset. Enligt FN:s tjänstemän var agendan att diskutera fredliga lösningar för att lösa konflikten mellan Aidid och den multinationella styrkan i Somalia och om möjligt avsätta Aidid som klanens ledare.
Under den 17 minuter långa operationen avfyrade amerikanska Cobra-attackhelikoptrar 16 TOW-robotar och tusentals 20 mm-granater in i huset, vilket dödade fler än 50 av klanens äldste. Vissa i Mogadishu anser att detta var en vändpunkt i förenandet av somalier mot USA:s och FN:s insatser i Somalia – flera motståndare till Habr Gidr-klanen vände sig även mot USA. Det ledde även till att de fyra journalisterna Dan Eldon, Hos Maina, Hansi Kraus och Anthony Macharia dödades av uppretade somaliska gäng när de anlände till platsen för att rapportera om incidenten. En femte journalist, Scott Peterson, skadades men räddades av sin chaufför.
Vissa anser att detta var en vändpunkt i förenandet av somalier mot USA:s och FN:s insatser i Somalia eftersom det förenade flera somalier.

## Operation Gothic Serpent

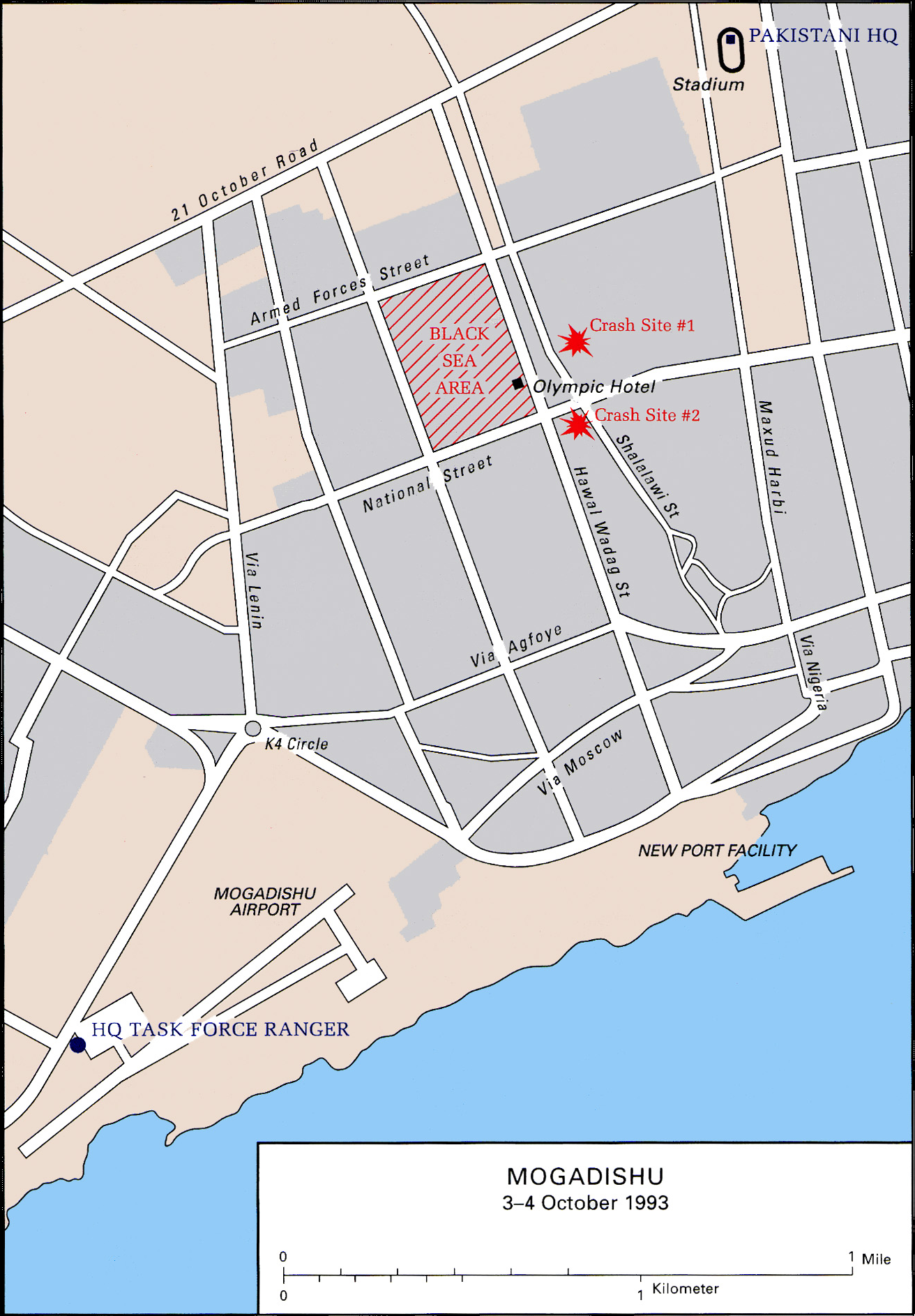
Karta över Mogadishu med utmarkerade platser specifika för slaget.

3 oktober 1993 försökte Task Force Ranger – en styrka bestående jägarförband, Delta Force (1st SFOD-D), understödda från luften av 160th Special Operations Aviation Regiment (Night Stalkers) – tillfångata Aidids utrikesminister Omar Salad Elmi och hans politiska rådgivare Mohamed Hassan Awale. Planen gick ut på att landstiga med rep från MH-60 Black Hawk-helikoptrar, infånga målen och lasta dem på en markkonvoj för transport tillbaka till den amerikanska basen. Fyra jägarenheter, som även de sattes in med helikopter, skulle ordna och hålla en fyrkantig säkerhetszon vid vart och ett av målhusets hörn.
Konvojen med uppgift att föra ut fångarna skulle nå dem ett par minuter efter att operationen hade inletts. Konvojens planerade ankomst försenades på grund av barrikader av stenar och brinnande däck som Mogadishus befolkning och milis hade anlagt. Att varken M939-lastbilarna eller Humvees som användes var bepansrade utgjorde en fara för fordonen och besättningen, vilket påtvingade större försiktighet. En av konvojens lastbilar träffades även av en RPG-7-granat.
Även andra komplikationer uppstod. En jägarsoldat blev allvarligt skadad under landstigningen från helikoptrarna. Todd Blackburn föll ca 21 meter från en av helikoptrarna under nedstigningen med rep. Minuter senare sköts Cliff Wolcotts UH-60 Black Hawk-helikopter Super Six One ned av en RPG-7. Oreda uppstod mellan konvojen och attackstyrkan. Attackstyrkan och konvojen väntade i 20 minuter precis utom synhåll för varandra i tron att de skulle kontaktas av den andre. Under denna tid blev en andra Black Hawk-helikopter, Michael Durants Super Six Four, nedskjuten. Större delen av attackstyrkan tog sig till den första haveriplatsen för att undsätta besättningen. Vid platsen blev de ca 90 jägarsoldaterna hårt ansatta av milisen. Även med understöd från luften blev soldaterna fast på platsen för natten.
Den lokala SNA-befälhavaren, överste Sharif Hassan Giumale, beslutade sig för att kalla in granateld på husen som de amerikanska soldaterna sökt skydd i. Giumale begärde ett "halvt dussin" milismän för att bemanna granatkastarna. Han ändrade dock sin plan efter att fått information om att civila somalier hölls tillfångatagna av de amerikanska soldaterna.
Vid den andra haveriplatsen sattes två Delta Force-prickskyttar in med helikopter för att skydda den skadade besättningen från det annalkande uppbådet. Prickskyttarna Randy Shughart och Gary Gordon begärde själva att få undsätta besättningen – först efter tredje begäran från de båda fick de tillstånd av ledningen. Båda männen och tre av besättningen dödades senare när platsen stormades av somalisk milis. Helikopterns pilot Michael Durant var svårt skadad och togs som gisslan. Shughart och Gordon tilldelades Medal of Honor postumt för sitt agerande.
Flera försök av somalierna att storma de amerikanska positionerna gjordes men stoppades av tung beskjutning från amerikanska flygplan och helikoptrar. Tidigt på morgonen anlände hjälp i form av den amerikanska 10th Mountain Division, förstärkta av malaysiska och pakistanska FN-styrkor. Ingen plan eller koordinering med FN-styrkor för det inträffade hade planerats inför operationen vilket fick till följd att återhämtandet av de omringade amerikanska soldaterna blev märkbart komplicerat och försenat.
Striden var över klockan 06:30, 4 oktober 1993. De amerikanska styrkorna evakuerades till slut till den pakistanska FN-basen genom den så kallade Mogadishu Mile. Totalt dog 18 amerikanska soldater och 79 skadades. Efter slaget släpades en eller flera dödade amerikanska soldater genom Mogadishus gator av lokala civila folksamlingar och SNA-styrkor. De malaysiska styrkorna förlorade en soldat och fick sju skadade, medan pakistanierna fick två skadade. Förlusterna på den somaliska sidan var stora och uppskattades vara från 500 till 2 000 människor. De somaliska förlusterna var en blandning av milis och lokalbefolkning. Lokalbefolkningen led stora förluster på grund av att många av dem bodde tätt i området kombinerat med att den amerikanska understödet från luften gjorde lite för att minimera civila förluster. Två dagar efter slaget slog en granat ned i den amerikanska basen och dödade soldaten Matt Rierson och skadade 12 andra.[källa behövs]
Länk till Google Maps där den andra helikoptern havererade (Super Six Four)

## Konsekvens
Den 6 oktober 1993 hölls ett nationell säkerhetspolitiskt granskningsmöte i Vita huset. President Clinton beordrade ordföranden för Joint Chiefs of Staff, amiral David E. Jeremiah, att upphöra med alla aktioner av amerikanska styrkor mot Aidid förutom dem som krävdes i självförsvar. Han återinsatte även ambassadör Robert B. Oakley som sakkunnigt sändebud till Somalia i ett försök att förhandla fram ett fredsavtal och meddelade att alla amerikanska styrkor skulle ha lämnat Somalia senast 31 mars 1994. Den 15 december 1993 avgick USA:s försvarsminister Les Aspin och tog på sig större delen av skulden för vad som ansågs vara en misslyckad politik. Ett par hundra soldater blev kvar för att stödja civilmilitära evakueringsuppdrag för de 1 000+ amerikanska civila och militära rådgivare som var kvar. All amerikansk personal hade lämnat landet i mars 1995.

### Politiska förändringar
Slaget om Mogadishu ledde till ett grundligt skifte av amerikansk utrikespolitik. Clinton-administrationen blev alltmer motvillig att använda militärt ingripande i konflikter i tredje världen, samt påverkade USA:a handlingar på Balkanhalvön i slutet av 1990-talet. President Clinton föredrog att använda "endast luftangrepp" och tvekade att sätta in amerikanska markstyrkor under kriget mot den bosnisk-serbiska armén i Bosnien och Hercegovina 1995 och den jugoslaviska armén i Kosovo 1999 på grund av rädsla att förlora amerikanska soldater i strid och att händelserna, liknande de i Mogadishu 1993, skulle inträffa igen. Dessa händelser sägs också haft avgörande betydelse för den passivitet som USA och andra västländer uppvisade vid Folkmordet i Rwanda.

## Black Hawk Down
Mark Bowden publicerade 1999 sin bok Black Hawk Down: A Story of Modern War som beskriver händelseförloppet omkring slaget.
2001 filmatiserades boken som långfilmen Black Hawk Down, producerad av Jerry Bruckheimer och regisserad av Ridley Scott. Filmen beskriver händelseförloppet omkring operationen och några av de händelser som utspelades den dagen. Det finns uppenbara skillnader mellan boken och filmen. Filmen visar till exempel inte inblandningen av civila i slaget och lägger ingen större tonvikt på det viktiga beslutet att stanna i området efter att den inledande operationen genomförts.
Enligt journalisten Kevin Sites sågs filmen av tusentals när den hade premiär i Somalia 2002. Flera i Mogadishu blev upprörda och kallade den propaganda som fokuserade på de 18 döda och 73 skadade amerikanerna när cirka 500 till 2 000 somalier även blev dödade. När det blev känt att slaget gjordes som spel till PC, Xbox och PlayStation 2 ansåg många somalier att det var ett hån mot en mänsklig tragedi.
Mike Durant berättade sin egen historia i sin bok In the Company of Heroes (2003). Två år senare, 2005, släppte Matthew Eversmann boken The Battle of Mogadishu som var en sammanställning av flera olika redogörelser om slaget.